# Jonathan Dancy

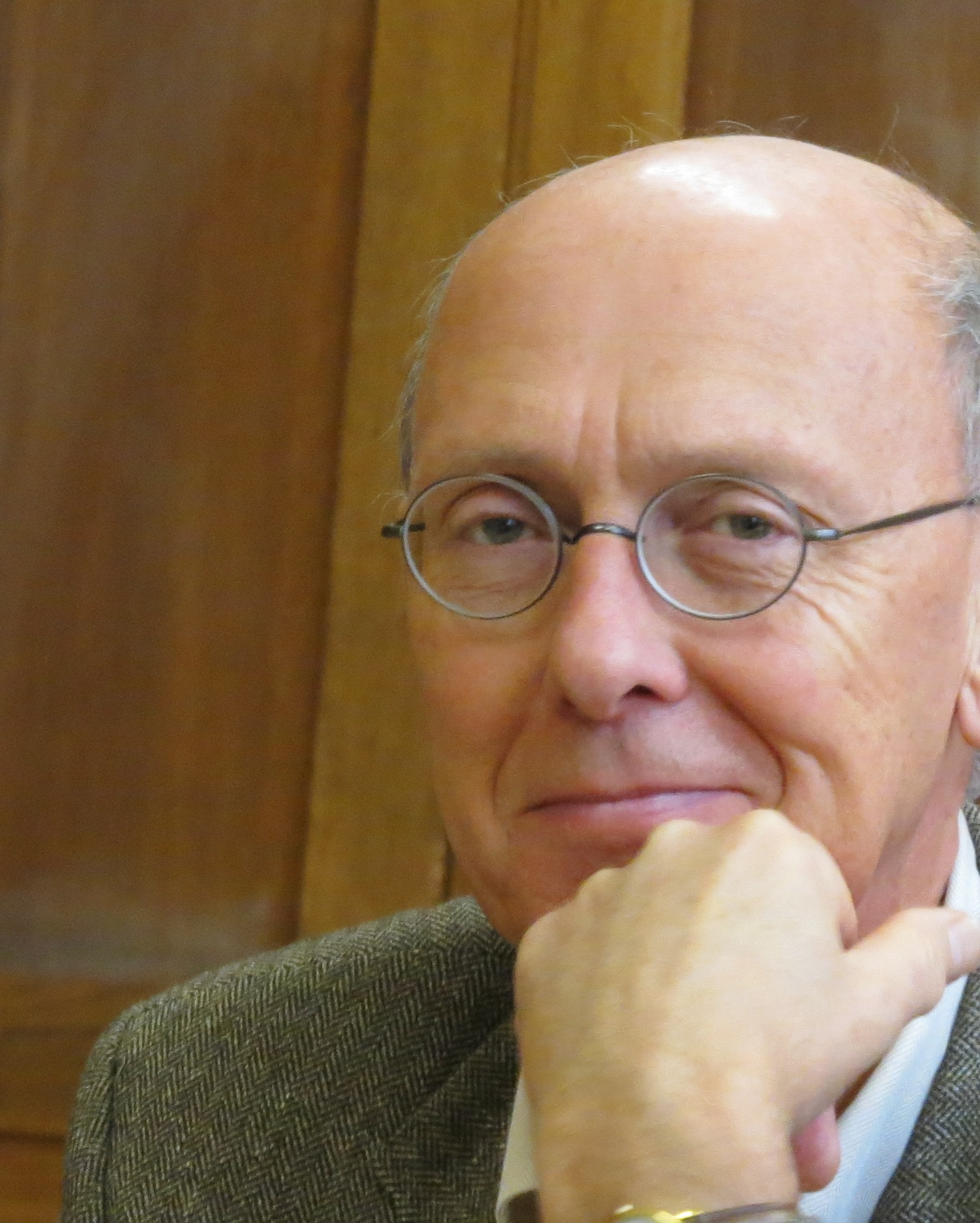
Foto do filósofo britânico Jonathan Dancy

Jonathan Peter Dancy (8 de Maio de 1946) é um filósofo britânico, professor na Universidade de Reading e na Universidade do Texas. Depois de se ter tornado professor na Universidade de Keele, em 1971, onde trabalhou em problemas de epistemologia, particularmente sobre a natureza da percepção (argumento da ilusão), emergiu como o principal defensor do particularismo moral.

## Trabalhos de investigação em filosofia
No campo da ética, tem focado o seu interesse na construção de uma forma de realismo viável, com uma teoria da motivação e experiência moral associada à metafísica. No seu último livro, "Ética sem princípios", coloca a tónica no particularismo moral. Continuando a trabalhar no campo do debate ético, tem-se envolvido mais directamente no tópico das razões para o juízo ético. O raciocínio prático no problema da deliberação, no âmbito da filosofia da acção. A razão tem de dizer algo sobre o porquê e o como daquilo que fazemos.

## Publicações
- Necessity, Universality and the A Priori in Ethics, in Reason, Morality and Beauty: Essays on the Philosophy of Immanuel Kant ed. Bindu Puri et al. (Oxford University Press: Delhi, 2007), pp. 40-54.
- Are Basic Moral Facts both Contingent and A Priori?, in M. Lance, M. Potrc and V. Strahovnik eds. Challenging Moral Particularism (Routledge, 2008), pp. 55-61.
- An Unprincipled Morality, in R. Shafer-Landau ed. Foundations of Ethics(Blackwell, 2007).
- When Reasons Don’t Rhyme, the TPM Essay in The Philosopher’s Magazine 37 (2007), pp. 19-24.
- An interview with Jonathan Dancy, in Theoria (2008), pp. 3-17.
- How to act – disjunctively, in Disjunctivism: Perception, Action, Knowledge, eds. F. Macpherson and A. Haddock (OUP), pp. 262-79.
- Reasons and Rationality, forthcoming in Spheres of Reason eds. J. Skorupski, S. Robertson and J. Timmerman (OUP), pp. 93-112.
- Action in Moral Metaphysics, in C. Sandis ed. New Essays on the Explanation of Action (Palgrave Macmillan, 2008), pp. 398-417.
- Action, Intention and Content, in Wittgenstein and Analytic Philosophy: Essays for P. M. S. Hacker, eds. H-J. Glock and J. Hyman (OUP), pp.278-98.